# Quartetto d'amore
Il quartetto d'amore è un gruppo di quattro strumenti musicali costruiti da Leandro Bisiach tra il 1900 e il 1903. Si tratta di un quartetto d'archi composto da due violini, una viola e un violoncello costruiti a imitazione della viola d'amore, per poter eseguire il repertorio di quest'ultima impiegando la tecnica strumentale moderna. Gli strumenti sono conservati presso il Museo degli strumenti musicali di Milano.
Gli elementi del quartetto hanno la taglia dei moderni strumenti, ma nella forma ricordano le viole da gamba e hanno l'estremità terminale del cavigliere scolpita a testina. Sono montati con quattro corde, accordate per quinte come gli strumenti moderni, con l'aggiunta di quattro corde di risonanza sotto la tastiera, analoghe a quelle della viola d'amore. Il violoncello può montare una quinta corda, sia principale che di risonanza.
Il quartetto è stato impiegato per la prima volta in concerto il 25 aprile 1904, presso il Conservatorio di Milano, riscuotendo l'approvazione del pubblico.